# جی‌دی‌اس ایشکاری (دی‌یی-۲۲۶)
جی‌دی‌اس ایشکاری (دی‌یی-۲۲۶) (به انگلیسی: JDS Ishikari (DE-226)) یک کشتی است که طول آن 278.8 ft (85 m) می‌باشد. این کشتی در سال ۱۹۸۰ ساخته شد.